# Подхолзина, Светлана Николаевна
Светлана Николаевна Подхолзина (18 августа 1982) — российская футболистка, полузащитница. Мастер спорта России. Выступала за сборную России.

## Биография
Воспитанница воронежского футбола. В начале взрослой карьеры несколько лет играла за «Рязань-ТНК», становилась призёром чемпионата России. В 2004 году, когда рязанский клуб испытывал финансовые проблемы, спортсменка перешла в московское «Чертаново», но спустя сезон вернулась в возрождённую рязанскую команду. В конце карьеры играла в первом дивизионе за ШВСМ (Воронеж).
В национальной сборной России сыграла два матча, оба — в феврале 2004 года против Греции.